# Митрохина, Галина Дмитриевна
Гали́на Дми́триевна Митро́хина (род. 9 февраля 1944, Москва), в девичестве Чвилёва — советская легкоатлетка, специалистка по спринтерскому бегу. Выступала за сборную СССР по лёгкой атлетике в 1960-х и 1970-х годах, обладательница серебряной медали Европейских легкоатлетических игр, многократная победительница и призёрка первенств национального значения. Представляла Москву и спортивное общество «Динамо». Мастер спорта СССР международного класса.

## Биография
Родилась 9 февраля 1944 года в Москве.
Начала заниматься лёгкой атлетикой в 1956 году в Москворецкой детской спортивной школе под руководством В. В. Ольшевской. С 1961 года состояла в добровольном спортивном обществе «Динамо», была подопечной тренеров Н. З. Каракулова и Л. В. Бартенева. Окончила Московский индустриальный техникум.
Впервые заявила о себе в лёгкой атлетике на всесоюзном уровне в сезоне 1963 года, когда на чемпионате страны в рамках III летней Спартакиады народов СССР в Москве в составе московской команды выиграла бронзовую медаль в программе эстафеты 4 × 100 метров.
В 1965 году на чемпионате СССР в Алма-Ате уже под фамилией Митрохина одержала победу в беге на 100 метров и стала второй в пятиборье. Попав в состав советской национальной сборной, выступила на Кубке Европы в Касселе, где финишировала третьей в индивидуальном беге на 100 метров и показала второй результат в эстафете 4 × 100 метров.
На Европейских легкоатлетических играх 1966 года в Дортмунде стала серебряной призёркой в беге на 60 метров.
В 1967 году на чемпионате страны в рамках IV летней Спартакиады народов СССР в Москве с московской командой победила в эстафете 4 × 100 метров.
На чемпионате СССР 1968 года в Ленинакане с командой «Динамо» выиграла серебряную медаль в эстафете 4 × 100 метров. На Европейских легкоатлетических играх в Мадриде была четвёртой на дистанции 50 метров.
В 1969 году на чемпионате СССР в Киеве победила в беге на 100 метров и в беге на 200 метров с барьерами. На последовавшем чемпионате Европы в Афинах дошла до стадии полуфиналов в индивидуальном беге на 100 метров и стала шестой в эстафете 4 × 100 метров.
На чемпионате СССР 1970 года в Минске взяла бронзу на стометровой дистанции и стала серебряной призёркой в эстафете 4 × 100 метров.
В 1971 году на зимнем чемпионате СССР в Москве выиграла серебряную медаль в беге на 60 метров, тогда как на чемпионате страны в рамках V летней Спартакиады народов СССР в Москве стала серебряной призёркой в дисциплине 100 метров.
На зимнем чемпионате СССР 1972 года в Москве победила в беге на 100 метров, затем стартовала в беге на 50 метров на чемпионате Европы в помещении в Гренобле. На летнем чемпионате СССР в Москве получила бронзу в эстафете 4 × 100 метров.
В 1973 году на чемпионате СССР в Москве выиграла серебряную медаль в беге на 100 метров и победила в эстафете 4 × 100 метров.
На чемпионате СССР 1974 года в Москве добавила в послужной список бронзовую награду, полученную в составе динамовской команды в эстафете 4 × 100 метров.
После завершения спортивной карьеры принимала участие в соревнованиях по лёгкой атлетике в качестве судьи. Судья республиканской категории. Член президиума Комитета судей города Москвы по лёгкой атлетике.